# Burtite
La burtite (simbolo IMA: Bu) è un raro minerale del supergruppo della perovskite, all'interno del quale viene collocato nel gruppo delle perovskiti non stechiometriche e da lì al sottogruppo della schoenfliesite; appartiene alla famiglia degli "ossidi e idrossidi" e possiede composizione chimica CaSn4+(OH)6.

## Etimologia e storia
La burtite prende il nome da Donald McLain Burt, professore di mineralogia presso l'Università statale dell'Arizona di Tempe (in Arizona), esperto di minerali dai depositi skarn e greisen, che aveva previsto la presenza naturale del composto.
Il suo campione tipo è conservato presso l'Università Cattolica di Lovanio, a Lovanio in Belgio, con il numero di catalogo EH80016.

## Classificazione
La classica nona edizione della sistematica dei minerali di Strunz, aggiornata dall'Associazione Mineralogica Internazionale (IMA) fino al 2009, la burtite è elencata nella classe "4. Ossidi (idrossidi, V[5,6] vanadati, arseniti, antimoniti, bismutiti, solfiti, seleniti, telluriti, iodati)" e nella sottoclasse "4.F Idrossidi (senza V od U)"; questa viene ulteriormente suddivisa in base alla struttura cristallina, in modo da trovare il minerale nella sezione "4.FC Idrossidi con OH, senza H2O; ottaedri che condividono un vertice" dove insieme a mushistonite, natanite, schoenfliesite, vismirnovite e wickmanite forma il sistema nº 4.FC.10.
Tale classificazione viene mantenuta anche nell'edizione successiva, proseguita dal database "mindat.org" e chiamata Classificazione Strunz-mindat.
Nella Sistematica dei lapis (Lapis-Systematik) di Stefan Weiß la burtite si trova nella classe degli "ossidi" e nella sottoclasse degli "idrossidi e idrati ossidici (ossidi contenenti acqua con struttura stratificata)"; qui è nel "gruppo della schoenfliesite" dove insieme a schoenfliesite, wickmanite, natanite, mushistonite e vismirnovite forma il sistema nº IV/F.16.
Anche nella classificazione dei minerali secondo Dana, usata principalmente nel mondo anglosassone, la burtite si trova nella famiglia degli "ossidi e idrossidi" e nella classe degli "idrossidi e ossidi contenenti idrossidi"; qui è nella sottoclasse degli "idrossidi e ossidi contenenti idrossidi con gruppi (OH)3 o (OH)6" dove forma il "gruppo della Wickmanite" (cubico o trigonale, con cationi 2+ e Sn)" insieme a wickmanite, schoenfliesite, natanite, vismirnovite e mushistonite con il numero di sistema 06.03.06.

## Abito cristallino
La burtite cristallizza nel sistema trigonale; c'è indecisione sul gruppo spaziale di appartenenza: probabilmente R3 (gruppo nº 148), ma sono considerati possibili anche R32, R3m, R3m.
I parametri reticolari sono a = 11,49 Å e c = 14,08 Å, oltre ad avere 4 unità di formula per cella unitaria.

## Origine e giacitura
La burtite si forma all'interno della granatite in uno skarn contenente stagno, formata in condizioni di temperatura relativamente bassa e basso XCO2; la paragenesi è con wickmanite, stokesite, datolite, pectolite, andradite, wollastonite, malayaite, clinopirosseno e löllingite.
La burtite è un minerale molto raro ed è stata trovata solo nella sua località tipo, a Wadi Beht nei pressi di Oulmes in Marocco, nella miniera "El Hammam" nella provincia di Khemisset, anch'essa in Marocco; ritrovamenti anche nel campo minerario di "Karadubsky" nel territorio del Litorale (Russia).

## Forma in cui si presenta in natura
La burtite si presenta come pseudo-ottaedri di dimensione fino a 2 mm; la lucentezza è vitrea il colore va dal giallo pallido all'incolore, mentre il suo striscio sulla mattonella di prova è bianco.